# Хей-Ривер
Хей-Ривер (англ. Hay River, фр. Hay River, догриб Xátł’odehchee) — небольшой город (town) в регионе Саут-Слейв, Северо-Западные территории, Канада.

## География
Хей-Ривер расположен в южной части Территорий в месте впадения реки Хей в Большое Невольничье озеро. Город разделён на «старый» и «новый», между ними находится аэропорт Hay River/Merlyn Carter. Юридическая площадь Хей-Ривера составляет 122,4 км², но его населённая часть — лишь 3,16 км² (плотность населения рассчитана исходя из этого числа, и на 2021 год составляет 1003 чел./км²).

## Климат
Максимальная зарегистрированная температура — 36,7°С, минимальная — −48,3°С. Несмотря на то, что Хей-Ривер находится в субарктическом климате, за тридцать лет метеонаблюдений (1981—2010) были зафиксированы оттепели выше 10°С во все зимние месяцы, хотя бы один раз за период. Максимальное количество осадков выпадает в августе (58,7 мм), минимальное — в апреле (12,6 мм), всего за год в среднем — 336,4 мм. В обычный год над городом 58,9 дней идёт дождь, 72,2 дня — снег.

## История
На территории, где ныне стоит Хей-Ривер минимум с шестого тысячелетия до нашей эры обитали индейцы, племя известное как «Длинные копья».
Впервые на картах Хей-Ривер появился в 1854 году, но вплоть до 1868 года, когда сюда пришла Компания Гудзонова залива, постоянных строений здесь не было. В 1869 году открылась римско-католическая миссия, в 1894 году — англиканская.
В конце 1940-х годов Хей-Ривер был связан с остальным миром гравийной дорогой, ныне известной как трасса Маккензи. В 1964 году в городок пришла железная дорога, и Хей-Ривер на долгие годы стал самым северным населённым пунктом Северной Америки, имеющим железнодорожное сообщение с континентальной железнодорожной сетью (Железная дорога Аляски лежит значительно севернее, но не связана с ней).
В 1978 году Хей-Ривер, наряду с ныне не существующим Пайн-Пойнтом, принимал V Арктические зимние игры.

## Демография
В 2011 году население Хей-Ривера составило 2806 человек, что на 2,4 % меньше, чем в 2006 году. По другой системе подсчёта (включена близлежащая индейская резервация: 309 человек в 2006 году и 269 в 2001) в 2006 году в городке проживало 3648 человек, что на 3,9 % больше, чем в 2001 году.
Согласно переписи населения 2021 года в Хей-Ривер проживало 3169 человек.